# Paolo Pandolfo

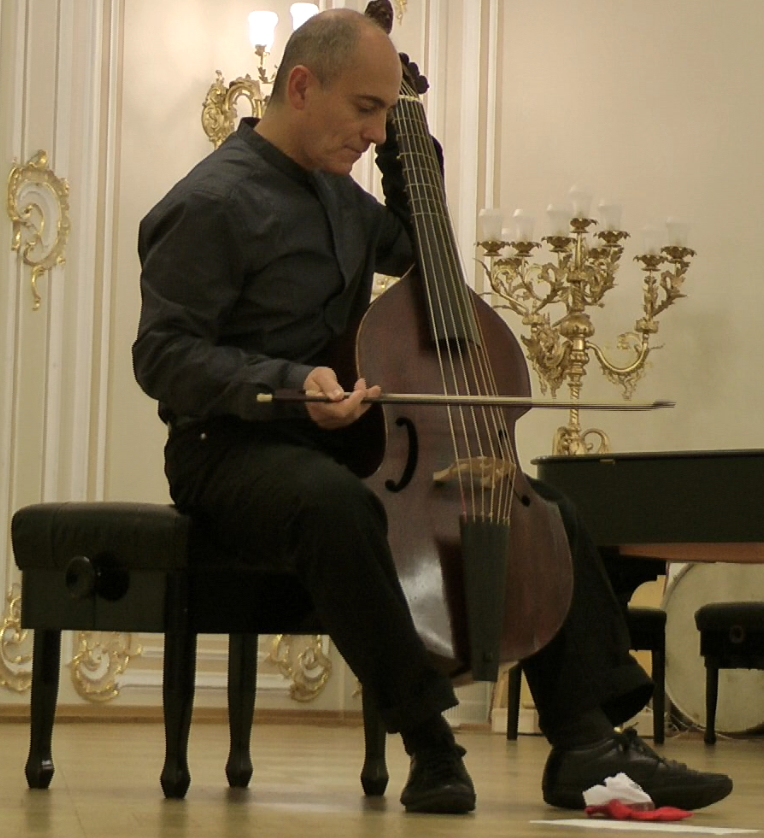
Paolo Pandolfo

Paolo Pandolfo (* 1959) ist ein italienischer Gambist, der sich seit etwa 1980 der historischen Aufführungspraxis zugewandt hat.
Da Pandolfo ursprünglich Jazzmusiker werden wollte, studierte er zuerst Kontrabass und Gitarre am Konservatorium in Rom. Erst nach Abschluss dieser Studien und Konzerttourneen mit dem Jugendorchester der Europäischen Gemeinschaft wandte er sich Mitte der 1970er-Jahre der Gambe zu. 1979 gründete er mit dem Violinisten Enrico Gatti und dem Cembalisten Rinaldo Alessandrini das Barockmusikensemble „La Stravaganza“. 1981 zog er in die Schweiz, um an der Schola Cantorum Basiliensis bei Jordi Savall seine Studien zu vertiefen. Zwischen 1982 und 1990 war er Mitglied in Savalls Ensemble Hespèrion XX.
Seit 1989 ist Pandolfo Professor für Gambe an der Schola Cantorum Basiliensis, eine Position, die vor ihm August Wenzinger und Jordi Savall innehatten. Seit 1981 gibt er zahlreiche Konzerte und macht regelmäßig Tonträgeraufnahmen mit dem von ihm 1992 gegründeten „Ensemble Labyrinto“.